# Bow Wow
Pour les articles homonymes, voir Bow Wow (homonymie).
Bow Wow ou anciennement Lil' Bow Wow, de son vrai nom Shad Moss' (né le 9 mars 1987 à Columbus, en Ohio), est un rappeur, acteur et animateur de télévision américain. Sa carrière commence lorsqu'il est découvert par le rappeur Snoop Dogg en 1993 à l'âge de six ans; cinq ans plus tard, il a signé avec le producteur de disques Jermaine Dupri, So So Def Recordings, une marque de Columbia Records. Sous le nom de Lil' Bow Wow, il sort son premier album studio, Beware of Dog (2000) à l'âge de 13 ans, et son deuxième album, Doggy Bag (2001) l'année suivante.
En 2003 , il publie l'album Unleashed, son troisième album dans lequel il emprunte un nom de scène différent, Bow Wow. En France, il connaît un important succès pour sa chanson That's My Name avec Snoop Dogg, sortie en 2000 alors qu'il n'avait que 13 ans, ainsi que Like You, Let Me Hold You et You Can Get It All.
Il est signé au label Cash Money Records depuis 2009. 

## Biographie

### Enfance
Shad Gregory Moss est le fils de Teresa Caldwell et Alfonso Moss. Le petit Shad commence à rapper très jeune avec des amis de son école, qui le surnomment Lil' Gangster. À l'âge de 6 ans, pendant un voyage avec sa famille, il participe à une émission télévisée très populaire aux États-Unis, The Arsenio Hall Show, sous le pseudonyme de Lil' Gangster, un surnom que sa mère n'apprécie guère. Il y rappe pendant une quinzaine de secondes. C’est là qu’il rencontre une des stars du hip-hop, Snoop Dogg ; impressionné par le jeune rappeur, ce dernier lui demande de le rejoindre sur la tournée The Chronic de Dr. Dre et le surnomme Lil' Bow Wow, contraction de « Little Bow Wow ». Sa mère déclare alors dans le magazine FAN 2 Star : « Il est jeune et je pense qu'il n'est pas temps qu'il devienne comme Eazy-E ou d'autres rappeurs[réf. nécessaire]. » Bow Wow continue sa vie normale d'écolier jusqu'en 1998.

### Beware of Dog(1998–2001)
En 1998, Snoop Dogg propose au producteur Jermaine Dupri de prendre le jeune Lil' Bow Wow sous son aile. Il commence en enregistrant un titre intitulé Stick Up pour la bande originale du film Wild Wild West. Ses singles, comme Bounce With Me et Bow Wow (That's My Name) (dans lequel figure sa mère) se placent en haut des classements hip-hop américains et figurent sur son premier album, Beware of Dog, qui se vend à deux millions d'exemplaires.That's My Name est un énorme succès planétaire et lance totalement la carrière de Bow Wow. Il figurera même dans le Guinness Book en tant que plus jeune chanteur ayant atteint le disque de platine. En 2009, Bow Wow annonce que cet album s'était vendu à plus de trois millions d'exemplaires, et est donc certifié triple disque de platine.

### Doggy Bag,Unleashed(2002–2004)

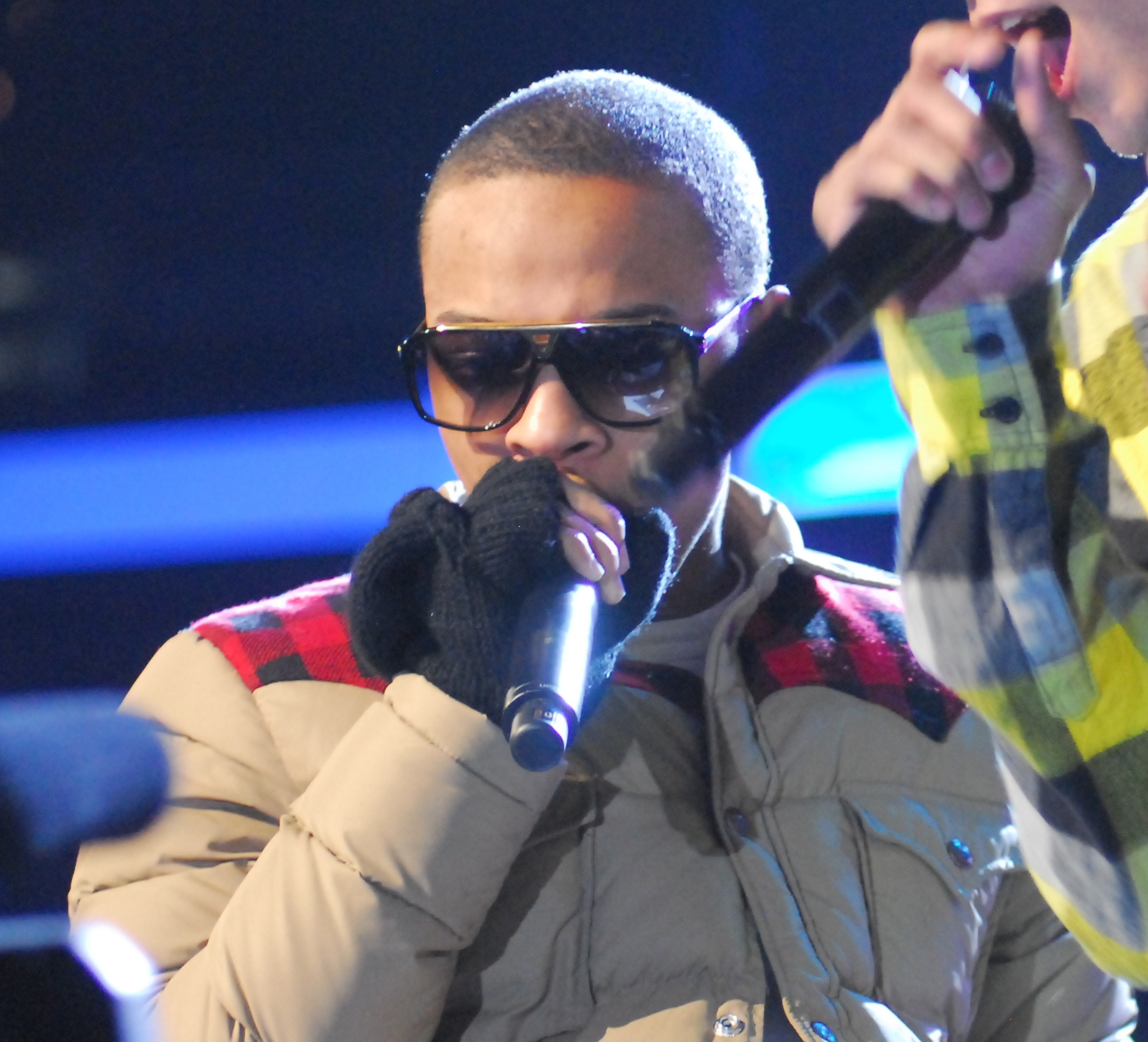
Bow Wow en 2009.

Ses performances scéniques sont si impressionnantes[Interprétation personnelle ?] qu'on[Qui ?] le voit bientôt aux côtés des N'Sync et de Madonna avec laquelle il fait un show pour la cérémonie des Grammy Awards en 2001, année de sortie de son deuxième album, Doggy Bag. Doggy Bag atteint la 11e place du Billboard 200 et la deuxième place des Top R&B/Hip Hop Albums chart, et est lui aussi certifié disque de platine tout comme l'album précédent. Le single Take ya Home fait fureur et confirme une fois de plus le talent de Bow Wow. Il enchaîne avec le Scream Tour avec les B2K et commence à être sollicité par le cinéma. En 2002, il fait ses débuts dans le film Magic Baskets. La même année, en avril, Bow Wow retire Lil' de son nom de scène ; il explique à MTV News : « J'ai changé de nom parce que je me fais vieux et il y a trop de rappeurs qui se surnomment Lil'. Tous ces rappeurs Lil', ça commençait assez à me saouler. Je me suis dis, 'Tu sais quoi ? Vire le Lil'. Oublie-le. Je m'appelle Bow Wow. »
Le 22 juillet 2003, à la suite du départ de Jermaine Dupri chez Arista Records et d'un changement de politique commerciale de la part de son label So So Def, il publie l'album Unleashed sous le nouveau pseudonyme de Bow Wow. Il s'agit de son premier album sans son mentor, Dupri. L'album commence très bien dans les classements en 3e position au Billboard 200 en 2003 et 2004, avec 129 000 exemplaires vendues la première semaine[réf. nécessaire]. Le single Let's Get Down se vend particulièrement bien aussi, en collaboration avec Birdman. Unleashed se vendra finalement à 500 000 exemplaires un mois plus tard et sera donc certifié disque d'or[réf. nécessaire]. Depuis[Quand ?], l'album est devenu disque de platine[réf. nécessaire].

### DeWantedàFace off(2005–2007)
Bow Wow publie Wanted, le 12 juillet 2005, avec des paroles plus matures et plus personnelles, ainsi que des clips plus travaillés. Il commence très bien placé dans les classements avec 120 000 exemplaires vendus la première semaine, et devient plus tard disque de platine. En octobre 2006, Wanted se vend à plus de 956 000 exemplaires, seulement aux États-Unis[réf. nécessaire]. Le single Let Me Hold You devient un succès international et est certifié platine. Il se classe premier au Hot Rap Tracks, 2e au Hot R&B/Hip-Hop Songs et 4e au Billboard Hot 100. Le deuxième single de l'album, Like You, en featuring avec Ciara (sa petite-amie de l'époque), est lui aussi un énorme succès, et se classe encore mieux dans les charts que Let Me Hold You. Il est classé premier aux Billboard Hot Rap Tracks et aux Billboard Hot R&B/Hip-Hop Songs, troisième au Billboard Hot 100. Le single devient lui aussi platine. Le dernier single de l'album et celui qui fait parler de lui, Fresh Azimiz. Il se vend encore mieux que les deux précédents. Dans la chanson, Bow Wow s'attaque directement à Lil' Romeo, autre rappeur de la même tranche d'âge. Le single se classe premier dans toutes les classements aux États-Unis (Billboard Hot 100, Billboard Hot R&B/Hip-Hop Songs, Billboard Hot Rap Tracks, Billboard Pop 100), et est certifié double disque de platine. Lil' Romeo répond quelques semaines plus tard à Bow Wow dans une chanson intitulée U Can't Shine Like Me.
En 2006, il publie l'album The Price of Fame avec des singles moins percutants mis à part le succès de Shortie Like Mine en featuring avec son meilleur ami Chris Brown, neuvième du Hot 100 et premier des Hot Rap Tracks ; et Outta My System avec T-Pain qui parle de la séparation de Bow Wow avec Ciara. L'album démarre en trombe avec 262 000 exemplaires vendues la première semaine[réf. nécessaire], le meilleur démarrage d'un album de Bow Wow. The Price of Fame est donc en 6e place du Billboard 200. L'album devient disque d'or en un mois avec 500 000 exemplaires vendus. À ce jour[Quand ?], l'album compte plus d'un million d'exemplaires ; il est certifié disque de platine, mais il met plus de temps à le devenir que ses prédécesseurs. Le 11 décembre 2007, il profite de son amitié avec Omarion, ex-chanteur des B2K, pour publier un album commun intitulé Face off qui fait plutôt bonne figure dans les charts américains et c'est le premier album en collaboration de Bow Wow. C'est aussi le premier album de Shad Moss qui n'atteint pas le statut de disque de platine.

### New Jack City II(2008–2009)
Pour sa dernière année de contrat avec Columbia Records, Bow Wow publie en mars 2009 son sixième album solo au nom évocateur de New Jack City II, très orienté RnB, ce qui change du Bow Wow apprécié de l'époque. C'est aussi le premier album de Bow Wow à recevoir l'étiquette Parental Advisory. Le premier single de l'album porte le nom de You Can Get It All. Pourtant apprécié des fans, le single fait de mauvais classements dans les charts. Le deuxième single, Roc the Mic, avec Jermaine Dupri, ne figure lui-même pas dans les charts et est un échec total. Les autres chansons de l'album sont filmées pendant sa tournée promotionnelle en bus et il publie sur YouTube les chansons avec le clip. Finalement, l'album sort et est un échec commercial et critique puisqu'il n'atteindra même pas le disque d'or. New Jack City II est considéré comme un énorme flop, il ne vendra que 18 000 albums[réf. nécessaire] lors de sa première semaine, soit 245 000 exemplaires[réf. nécessaire] de moins que son précédent album solo sur le même laps de temps. Peu à peu on entend moins parler de lui, il se fait discret et disparaît du monde du rap. Il annonce d'ailleurs qu'il va mettre un terme à sa carrière de chanteur surement dû à son dernier album pour se concentrer sur sa carrière d'acteur. Mais à la fin de l'année 2009, il annonce avoir signé sur le label Cash Money Records de Birdman. Il remercie ce dernier de lui avoir laissé une chance de se relancer dans la musique. Bow Wow publie alors sa mixtape Greenlight, qui suit en trois volets. Il annonce d'ailleurs qu'en un jour seulement, Greenlight 3 s'est téléchargé à plus d'un million de fois sur le net[réf. nécessaire].

### Underrated(depuis 2010)
Dès son arrivée au label Cash Money Records, Bow Wow annonce un nouvel album prévu pour 2012.
Le 18 mai 2012, Bow Wow publie le single Better avec T-Pain. Le clip du titre est tourné par le caméraman personnel de Bow Wow, Rico Da Crook, et devient un succès dans le 106 & Park. Le 26 juillet 2012, Bow Wow publie le second single de l'album, We In Da Club, produit par DJ Mustard. Il apparaît sur YouTube le 3 août 2012, et en seulement deux jours récolte plus de 200 000 vues. Bow Wow fait beaucoup parler de lui et revient sur la scène peu à peu, apparaissant même dans le top 10 des profils les plus visités pendant une journée sur Twitter. Le 16 août 2012, alors que l'opus aurait dû sortir depuis le 12 juin, comme l'avait annoncé Bow Wow, le rappeur déclare, via son compte Twitter, ne plus avoir de motivation pour continuer son album, apparemment du fait qu'il soit lassé de l'absence de soutien des membres de son label Cash Money et, notamment du management de Birdman qui délaisserait l'artiste sous-estimé, Bow Wow. Le 2 octobre 2012, Bow Wow annonce n'avoir plus que 1 500$ sur son compte et ne gagnait plus que 4 000$ par mois. À la suite de quoi il signe un contrat sur la chaîne BET afin d'animer 106 and Park pour devenir le quatrième animateur de l'émission.
Le 9 mars 2013, à l'occasion de son anniversaire, Bow Wow publie Greenlight 5. La mixtape reçoit de très bonnes critiques. Lil Wayne, Tyga, Omarion, Rick Ross, Snoop Dogg, Chris Brown, Kid Ink, Busta Rhymes, Kendrick Lamar, ainsi que plusieurs autres rappeurs apparaissent sur plusieurs chansons. En attendant une date de sortie pour Underrated, Bow Wow distille quelques sons sur son compte SoundCloud tels que When I First Met Her, New York New York Freestyle, ou encore Thirsty. Underrated pourrait être, comme il le dit, son dernier album studio bien qu'il soit signé sur le label Cash Money. Toujours en 2013, il apparait également dans l'album Rich Gang Flashy Lifestyle de Birdman et autres membres de Cash Money Records, en featuring avec Tyga, French Montana et Gudda Gudda. Fin 2013, Bow Wow annonce via ses comptes Facebook, Twitter et Instagram qu'il sortira un EP en 2014, ce dernier comportera apparemment huit titres inédits. Il annonce, via son compte Instagram, qu'il aurait passé les trois dernières années sans l'envie de sortir son album Underrated alors qu'il admet avoir enregistré plus de 1 000 morceaux en studio, sans jamais avoir eu une occasion concrète de les sortir.
La nouvelle année 2014 débute et Bow Wow est déterminé à faire parler de lui via son compte YouTube, il poste des vidéos où on peut l'apercevoir en train de travailler en studio avec de célèbres rappeurs tel que Yo Gotti ou encore Problem avec lesquels il a annoncé qu'il sortirait ses deux prochains singles courant janvier 2014, ce qui est une première puisque Bow Wow n'avait jamais collaboré avec ces deux artistes auparavant. Le 3 janvier 2014, Bow Wow sort un morceau sur son compte SoundCloud intitulé Like Mike, produit par Young Chop. Dans la même journée, Bow Wow sort un clip de ce titre sur son compte YouTube.
Le 10 mai 2015, Bow Wow quitte Cash Money Records des frères Williams et par la même occasion retourne avec So So Def Recordings de Jermaine Dupri. Le 13 août 2015, Bow Wow annonce que son EP s'intitulera F❤CK RAP et sortira sous So So Def. Le 15 août, il publie le premier extrait de son EP WYA (Where You At?) avec Jermaine Dupri accompagné d'un clip. 
En mars 2025, Bow Wow publie le titre "Use Me" avec Chris Brown.

## Polémique
En 2019, il est arrêté ainsi que son ex-compagne pour être entendu dans une affaire de violence conjugale. Le rappeur et son ex petite-amie Kiyomi Leslie se seraient violemment disputés sans que la police ne puisse déterminer qui des deux ex-conjoints avait initié l'affrontement.

### Accusation de plagiat
En 2012, Bow Wow est déclaré coupable par la justice américaine et condamné a verser 80 000 dollars à l'actrice pornographique Katsuni, aujourd'hui Céline Tran, pour des faits de violation des droits à l'image. En effet, Bow Wow est accusé d'avoir utilisé dans son clip Drank in my cup des extraits d'un clip déjà existant, Conspiracy Strip Club du groupe The Electronic Conspiracy, dans lequel jouait Katsuni,.
Le clip original était également le travail d'une société de production audiovisuelle, Fatbros production, créée et dirigée par le duo Mcfly & Carlito, alors inconnus à cette époque. En octobre 2023, les vidéastes désormais célèbres reviennent sur ce litige, expliquant qu'ils n'ont, de leur côté, engagé aucune poursuite ni perçu aucun dédommagement ,.

## Autres carrières

### Cinéma et télévision
Le jeune rappeur commence à faire parler de lui en 2001, par le biais d'un morceau Hardball et d'un clip, réalisés en collaboration avec Lil Wayne et Lil Zane, pour le film du même nom (où Keanu Reeves tient la vedette principale). En plus de Magic Baskets tourné en 2002, Bow Wow apparaît dans Les Vacances de la famille Johnson en 2003, La Fièvre du roller en 2005, puis tourne Fast and Furious: Tokyo Drift, avec Lucas Black, sorti en 2006. Bow Wow interprète un tueur de la zone fantôme dans la série Smallville (saison 6, épisode 6). En 2008, il tient le rôle de Charlie dans la série Entourage, et joue également le rôle de Gary Davis dans le film Hurricane Season.
En 2010, il joue dans la comédie Lottery Ticket, y tenant le rôle de Kevin Carson avec Brandon T. Jackson et Ice Cube. En 2011, il apparaît dans Madea's Big Happy Family. Il travaille ensuite sur un documentaire sur sa vie qui s'intitule Who Is Shad Moss? et sort en 2012. La même année, il apparaît également dans Recalled. En août 2014, Bow Wow annonce endosser le rôle principal dans Les Experts : Cyber.

### Animateur télé
En octobre 2012, Bow Wow devient officiellement le présentateur de l'émission musicale 106 & Park diffusée sur BET. À ses côtés trois autres animateurs feront partie de cette aventure, Kimberly « Paigion » Walker, Mykel « Miss Mykie » Antoinea Gray et Jordan « Shorty Da Prince » Johnson. Mais en juillet 2013, la chaîne BET décide de ne pas continuer avec ces trois animateurs et Bow Wow continue l'aventure tout seul ou parfois accompagné de personnalités. Angela Simmons a été choisie comme co-présentatrice en juillet et en août. La chanteuse Keshia Chanté, qui avait déjà fait ses débuts en tant que présentatrice sur 106 & Park, a officiellement pris son poste de co-présentatrice le 1er octobre 2013.

### Vie personnelle
En 2008, Bow Wow tourne sa première scène de sexe à l'écran en compagnie de l'actrice pornographique Jenaveve Jolie dans la série Entourage pour laquelle il tient un rôle secondaire. De nombreux doutes émergent par la suite quant à la séquence explicite, certains ayant mis en avant que les parties génitales visibles, notamment les testicules de l'acteur, n'étaient pas protégées,.
En 2013, l'actrice pornographique Lisa Ann affirmera avoir eu une aventure sexuelle avec Bow wow en 2008. En décembre 2017, il admettra avoir eu une aventure d'ordre sexuel avec Kim Kardashian en 2007. Bow Wow a également révélé avoir eu des aventures avec la chanteuse Ciara, Angela Simmons et la vixen Dollicia Bryan.
La call-girl Jenna Shea cite Bow Wow parmi ses conquêtes sur son réseau Twitter. En 2017, il inspire le Bow-Wow Challenge. Le rappeur ayant tenté de duper ses abonnés Instagram leur faisant miroiter faussement une vie de luxe sur le tarmac d'un aéroport privé, les internautes s'amusent à moquer le rappeur par des détournements.
Entre 2014 et 2015, il fréquente le mannequin Erica Mena,. 
En 2018, Bow Wow révèle sa bataille face à la dépression dont il est victime depuis quelques années dans une série de tweets,.
Le rappeur réside actuellement à Miami en Floride. Sa mère possédait un magasin de vêtements à Duluth, dans la banlieue d'Atlanta, nommé Taste, qui a fermé ses portes en 2012 ; maintenant elle anime un site internet dédié aux vêtements et bijoux, ShopTaste. Le 7 juillet 2011, Bow Wow révèle sur son site web être père d'un enfant. Il révèle que le bébé est une fille prénommée Shai née en avril 2011 et que la mère est son ancienne petite amie Joie Chavis.

## Discographie

### Albums studio
- 2000 : Beware of Dog (sous le nom de Lil' Bow Wow)
- 2002 : Doggy Bag (sous le nom de Lil' Bow Wow)
- 2003 : Unleashed
- 2005 : Wanted
- 2006 : The Price of Fame
- 2009 : New Jack City II
- 2019 : Greenlight 6

### Album collaboratif
- 2007 : Face off (avec Omarion)

### Compilation
- 2010 : Playlist: The Very Best of Bow Wow

### Mixtapes
- 2008 : Half Man, Half Dog Vol. 1
- 2009 : Half Man, Half Dog Vol. 2
- 2009 : Greenlight
- 2010 : Greenlight 2
- 2010 : Greenlight 3
- 2011 : Greenlight 4
- 2011 : I'm Better Than You
- 2013 : Greenlight 5
- 2016 : Ignorant Shit (avec Soulja Boy)

## Filmographie

### Cinéma
- 2002 : Magic Baskets : 	John Schultz (en tant que Calvin Cambridge)
- 2002 : Chasseurs de primes : Kelly (en tant que Lil Bow Wow)
- 2002 : Like Mike : Calvin (en tant que Lil Bow Wow)
- 2004 : Les Vacances de la famille Johnson : D.J. Johnson (en tant que Bow Wow)
- 2005 : La Fièvre du roller : Xavier 'X' Smith (en tant que Bow Wow)
- 2006 : Fast & Furious: Tokyo Drift : Twinkie (en tant que Bow Wow)
- 2009 : Hurricane Season : Gary (en tant que Bow Wow)
- 2010 : Lottery Ticket : Kevin Carson (en tant que Bow Wow)
- 2011 : Madea's Big Happy Family : Byron (en tant que Shad 'Bow Wow' Moss)
- 2011 : The Family Tree : T-Boy (en tant que Shad Moss a/k/a Bow Wow)
- 2012 : Allegiance : Specialist Chris Reyes (en tant que Bow Wow)
- 2013 : Scary Movie 5 : Eric (en tant que Shad Moss aka Bow Wow)
- 2015 : Entourage : Charlie Williams (non crédité)
- 2021 : Fast and Furious 9 : Twinkie (en tant que Bow Wow)
- Prochainement : Superstition: The Rule of 3's
- 2023 : Fast and Furious 10 de Louis Leterrier  : Twinkie

### Courts-métrages
- 2013 : Rich Gang: Tapout
- 2015 : CSI: Cyber - Season 1: Encoding CSI: Cyber
- 2015 : CSI: Cyber - Season 1: It Can Happen to You: Season 1 of CSI: Cyber

### Télévision

#### Séries télévisées
- 1997 : MuchOnDemand : Lui-même - Invité
- 2000-2002 : Soul Train : Lui-même
- 2000-2014 : 106 & Park Top 10 Live : Lui-même - Présentateur
- 2001 : E! True Hollywood Story : Lui-même
- 2001 : Gonna Meet a Rock Star : Lui-même
- 2001 : Jenny Jones : Lui-même
- 2001 : Moesha : Ray-Ray
- 2001 : The Steve Harvey Show : Lui-même
- 2001 : Top of the Pops : Lui-même
- 2002 : TV total : Lui-même
- 2002 : The Rosie O'Donnell Show : Lui-même
- 2002-2007 : The Tonight Show with Jay Leno : Lui-même - Musical Invité / Lui-même
- 2003 : Exposed : Lui-même
- 2003 : Punk'd : Lui-même
- 2003-2004 : The Sharon Osbourne Show : Lui-même
- 2004 : All That : Lui-même - Musical Invité
- 2004 : On-Air with Ryan Seacrest : Lui-même
- 2004 : Tavis Smiley : Lui-même
- 2004-2005 : Total Request Live : Lui-même
- 2004-2006 : Jimmy Kimmel Live! : Lui-même / Invité musical
- 2004-2007 : WWE Raw : Lui-même / Membre du public
- 2004-2008 : Live with Kelly and Ryan : Lui-même
- 2005 : Cribs : Lui-même
- 2005 : I Love the 80's 3-D : Lui-même (en tant que Bow Wow)
- 2005-2006 : The Tyra Banks Show : Lui-même
- 2005-2008 : Mon incroyable anniversaire : Lui-même
- 2006 : 2 Live Stews : Lui-même
- 2006 : Smallville : Baern / Lamar Johnson
- 2006 : The Best Hit USA : Lui-même
- 2007 : Access Granted : Lui-même
- 2007 : O Access : Lui-même
- 2008 : Ugly Betty : Bow Wow
- 2008-2009 : Entourage : Charlie Williams
- 2009 : Chelsea Lately : Lui-même
- 2009 : E.S.L.: Entertainment as a Second Language : Lui-même
- 2010 : Les Sœurs Kardashian à Miami : Lui-même - Hip Hop Artist
- 2010 : Lopez Tonight : Lui-même
- 2010 : Up Close with Carrie Keagan : Lui-même
- 2010-2015 : Entertainment Tonight : Lui-même
- 2010-2017 : Wendy: The Wendy Williams Show : Lui-même
- 2011 : Made in Hollywood : Lui-même
- 2011 : The Mo'Nique Show : Lui-même
- 2011-2012 : La vie secrète d'une ado ordinaire : Dante
- 2012 : Big Morning Buzz Live : Lui-même
- 2012 : Huff Post's BV 365 : Lui-même
- 2012 : RapFix Live : Lui-même
- 2013 : Oprah: Where Are They Now? : Lui-même
- 2013 : Real Husbands of Hollywood : Lui-même
- 2013-2014 : Bethenny : Lui-même
- 2013-2014 : GGN: Snoop Dogg's Double G News Network : Lui-même
- 2015 : Hollywood Today Live : Lui-même
- 2015 : Larry King Now : Lui-même - Invité
- 2015 : Ok! TV : Lui-même
- 2015 : The Doctors : Lui-même
- 2015 : The Real : Lui-même
- 2015 : The Talk : Lui-même - Invité
- 2015-2016 : Les Experts : Cyber : Brody Nelson
- 2016 : The Late Late Show with James Corden : Lui-même
- 2016 : Tracks : Lui-même - Présentateur
- 2017 : Access Hollywood Live : Lui-même
- 2017 : Dish Nation : Lui-même
- 2017 : Growing Up Hip Hop: Atlanta : Lui-même

#### Téléfilms
- 2001 : Carmen: A Hip Hopera : Jalil (en tant que Lil' Bow Wow)
- 2001 : Party in the Park 2001 : Lui-même - Performer (en tant que Bow Wow)
- 2001 : Teen Choice Presents: Teenapalooza : Lui-même (en tant que Lil' Bow Wow)
- 2002 : 2nd Annual BET Awards : Lui-même (en tant que Bow Wow)
- 2002 : Essence Awards : Lui-même (en tant que Lil' Bow Wow)
- 2003 : Saving Jason
- 2003 : Smart and Sober
- 2004 : 101 Reasons the 90's Ruled : Lui-même (en tant que Bow Wow)
- 2004 : Nickelodeon Kids' Choice Awards '04 : Lui-même (en tant que Bow Wow)
- 2004 : Who's Your Momma? : Lui-même (en tant que Bow Wow)
- 2005 : Bow : Lui-même (en tant que Bow Wow)
- 2006 : Settle the Score : Lui-même (en tant que Bow Wow)
- 2007 : 4th Annual VH1 Hip-Hop Honors : Lui-même (en tant que Bow Wow)
- 2008 : Bow Wow: Live from Sommet Center, Nashville : Lui-même (en tant que Bow Wow)
- 2008 : So So Def TV : Lui-même (en tant que Bow Wow)
- 2009 : Kids' Inaugural: We Are the Future : Lui-même (en tant que Bow Wow)
- 2009 : T.I. Farewell Party Interview with MC Serch : Lui-même
- 2016 : Grammy Red Carpet Live : Lui-même - Présentateur